# Ел Колибри (Сото ла Марина)
Ел Колибри (шп. El Colibrí) насеље је у Мексику у савезној држави Тамаулипас у општини Сото ла Марина. Насеље се налази на надморској висини од 158 м.

## Становништво
Према подацима из 2010. године у насељу је живео 1 становник.

### Хронологија
| Година       | 2000 | 2005       | 2010 |
| ------------ | ---- | ---------- | ---- |
| Становништво | 5    | 12 (6 / 6) | 1    |

### Попис
| # | Индикатор                     | Вредност |
| - | ----------------------------- | -------- |
| 1 | Укупно домаћинстава           | 3        |
| 2 | Укупно насељених домаћинстава | 1        |
| 3 | Величина локације             | 1        |